# Fundación Comillas
La Fundación Comillas del Español y la Cultura Hispánica es una organización pública de naturaleza fundacional, sin fin de lucro. Se ubica en el Seminario Mayor del antiguo edificio de la Universidad Pontificia Comillas, en la localidad de Comillas, en la comunidad autónoma de Cantabria (España). 
Se crea en diciembre de 2005 con el objetivo de convertirse en una institución de referencia internacional en la formación, investigación y difusión de la lengua española y la cultura hispánica.

## Antecedentes

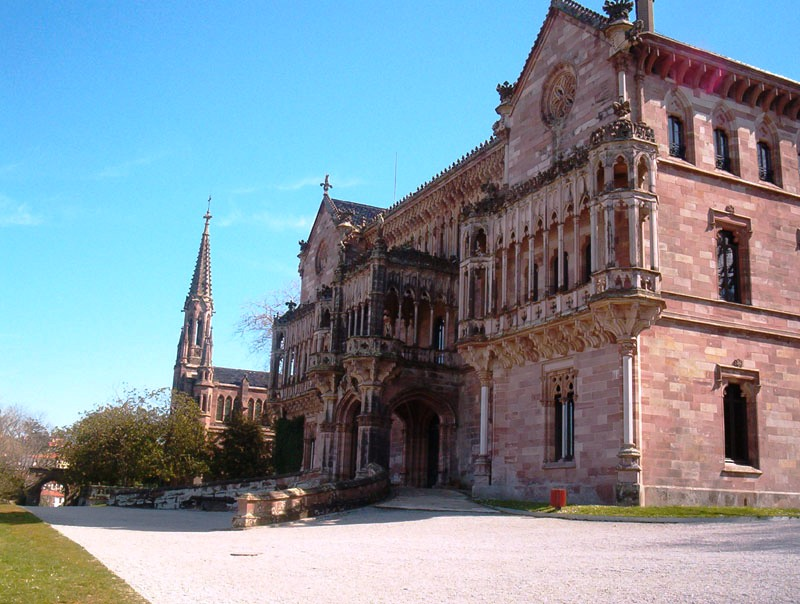
Palacio de Sobrellano, sede provisional de la Fundación Comillas.

La historia de la actualmente conocida como Fundación Comillas comenzó el martes 29 de junio de 1993, fecha en la que el Consejo de Administración de Caja Cantabria, presidido por Francisco Revilla Iranzo, aprobó la compra de “todo el complejo de la Universidad Pontificia de Comillas, por un importe del orden de 1000 millones de pesetas, a pagar en cinco años (...), con el fin de constituir una universidad de carácter privado en colaboración con los PP. Jesuitas, que aportarán ICADE, y Universidades, extranjeras y españolas, entre las que destacan las de Cantabria, Asturias y León”.
La escritura de compraventa se firmó ante el Notario Jesús-María Ferreiro Cortines el 9 de septiembre de ese mismo año. En el exponendo II se especifica que Caja Cantabria desea adquirir los edificios y terrenos que fueron la Universidad Pontificia de Comillas "como un todo unitario e inescindible (...) con el fin de continuar y aumentar si cabe, el destino docente y cultural que hasta ahora han tenido tales bienes".
Tres meses más tarde, el 29 de diciembre de 1993, el Consejo de Administración de Caja Cantabria aprobó la creación del “Proyecto Comillas”. La Gerencia del Proyecto Comillas, encomendada a Felipe Gómez-Pallete Rivas, comenzó sus actividades el 1 de marzo de 1994. Una vez realizados los estudios técnicos, económicos y jurídicos pertinentes, la Asamblea General de Caja Cantabria, en sesión celebrada el 27 de junio de 1994, adoptó el acuerdo de constituir la Fundación Comillas.
El 31 de agosto de 1994 el Consejo de Administración de Caja Cantabria aprobó la orientación estratégica de la futura Fundación. Para la consiguiente formulación de los objetivos y las actividades a realizar por la Fundación, se contó con el concurso de un consejo de sabios reunido en Santander en otoño de ese mismo año.
Con fecha 6 de septiembre de 1994, y ante el Notario de Madrid Joaquín Albi García, la Universidad Pontificia Comillas firmó la escritura de consentimiento por la que se autoriza a Caja Cantabria, así como a la propia Fundación Comillas, a que depositen y registren como marca ante la Oficina Española de Patentes y Marcas las denominaciones “Fundación Comillas” y “Centro Comillas”.
Tras estos primeros pasos, y con el fin de conseguir el necesario respaldo de organismos y personalidades de reconocido prestigio, tanto en el ámbito nacional como internacional, acorde con la Misión y la Visión previstas para la Fundación, el Proyecto Comillas llevó a cabo un intenso y ambicioso programa de contactos institucionales.
Con el apoyo del rey Juan Carlos, y bajo la presidencia de Federico Mayor Zaragoza, el 4 de julio de 1995 se presentó en la sede de la Unesco en París el proyecto de la Fundación Comillas, con la participación, entre otros, de Enrique V. Iglesias, Presidente de Banco Interamericano de Desarrollo, y Manuel Marín González, Vicepresidente de la Comisión Europea. En este mismo orden de cosas, se puso en marcha el Programa de Recaudación de Fondos y se creó la consiguiente red de delegados. Emilio Menéndez del Valle, embajador de España, Enrique Sánchez Hernández, cónsul honorario de Guatemala en Santander y Pedro Canales Canales, a la sazón corresponsal de El País en Rabat, integraron esta red y llevaron el nombre y el mensaje de la Fundación ante numerosas instancias internacionales, así públicas como privadas.   
Los fondos que requería la “Rehabilitación del Conjunto Histórico Artístico de la Antigua Universidad Pontificia de la Villa de Comillas” fueron evaluados en 3.098.776.388 pesetas, cantidad equivalente a 18 millones de euros. La estrategia para su obtención se desarrolló ante las tres instancias político administrativas correspondientes: El Gobierno de Cantabria, el Ministerio de Economía y Hacienda de España y las autoridades Comunitarias de Bruselas. El Proyecto de rehabilitación se presentó oficialmente con fecha de entrada del 19 de junio de 1996.
En paralelo, se procedió a difundir la iniciativa cántabra en numerosos foros, entre otros, México, D.F., Rabat y Tokio; se firmaron acuerdos de cooperación nacionales e internacionales; se participó en diversas universidades de prestigio como Washington y Universidad Internacional Menéndez Pelayo,  y se organizaron congresos como el I Encuentro Iberoamericano de la Fundación Comillas, celebrado del 12 al 17 de mayo de 1996 en la Casa Palacio Barreda Peredo, en Santillana del Mar, bajo el auspicio intelectual de Carlos Fuentes y con la participación, entre otros, del expresidente Belisario Betancur, el jurista Antonio Garrigues Walker, el Embajador Alfonso de la Serna o los escritores Tomás Eloy Martínez y Nélida Piñón, como quedó recogido en el Libro de Oro de la Fundación Comillas.
Los mencionados Enrique V. Iglesias, Manuel Marín González, y Federico Mayor Zaragoza aceptaron, a título personal, el cargo de Patrono de la Fundación Comillas, y a título institucional lo hicieron la compañía IBM España y la firma J&A Garrigues, a las que finalmente se unió Banco Santander, conforme a lo dispuesto por su presidente, Emilio Botín, con fecha 26 de junio de 1996.
El miércoles 8 de noviembre de 1995, el Consejo de Administración de Caja Cantabria aprobó los Estatutos de la Fundación y adoptó los acuerdos correspondientes a la Dotación Fundacional y a la aportación del Patrimonio Inmueble a la Fundación Comillas: 270 millones de pesetas y los edificios con sus terrenos circundantes, respectivamente.
Los antecedentes de la actualmente conocida como Fundación Comillas se completaron el 7 de mayo de 1996, día en que se firmó la escritura de constitución de la Fundación Comillas ante el Notario de Madrid, José Luis Álvarez Álvarez. Antonio Garrigues Walker es nombrado secretario del Patronato. Y el gerente del Proyecto Comillas, Felipe Gómez-Pallete Rivas, es nombrado vicepresidente ejecutivo de la Fundación.
La Fundación Comillas quedó inscrita en el Registro de Fundaciones Culturales de Competencia Estatal del Ministerio de Cultura de España con el número 412, por Orden del 6 de junio de 1996, publicada en el Boletín Oficial del Estado del día 12 de ese mismo mes y año. Los Estatutos y la composición del Patronato, amén de otros datos sobre el funcionamiento de la Fundación y su sede, quedaron recogidos en el correspondiente documento oficial editado en Santander, 1996, siendo director general de Caja Cantabria el abogado del Estado José María Pérez Álvarez.
Con ello se cerró la primera fase de un diseño fundacional que, aprobado y promovido por el Patrono Fundador, Caja Cantabria,  se había concebido a imagen y semejanza del Centro Bellagio de la Fundación Rockefeller, un espacio de convivencia entre pensadores y personas de acción con el fin último de promover el desarrollo regional mediante la búsqueda de soluciones y oportunidades para la construcción de un mundo mejor. Un modelo alternativo al sistema universitario y, al mismo tiempo, colaborador estrecho de la universidad tradicional.
Así nació el Centro Comillas, como “un lugar idóneo para retirarse, para pensar, para meditar, para buscar nuevas ideas –reinventar por ejemplo la democracia– y conseguir nuevas formas e instituciones para vivir todos juntos. Y conseguir, en definitiva, que la vida sea más equitativa entre todos, más relacionada con la naturaleza, más armoniosa; en una palabra: más humana”, en palabras del economista y escritor José Luis Sampedro recogidas en el Vídeo Institucional Fundación Comillas, editado en 1994.
En 1997, Caja Cantabria, patrono promotor de la Fundación Comillas, se retracta, dispone el desmantelamiento de la organización y logros conseguidos, cambia los órganos de gobierno de la Fundación, y decide la puesta en venta de los bienes que había adquirido a la Compañía de Jesús cuatro años antes. Los hitos más relevantes de este período (1993-1997) pueden consultarse en la Hemeroteca y la Galería de Fotos del fondo documental de la Fundación Comillas - Primera Época.  
Ocho años más tarde, en 2005, el gobierno autonómico de Cantabria adquirió las propiedades de Comillas a Caja Cantabria y se constituyó la Fundación Comillas del Español y la Cultura Hispánica, hoy conocida popularmente como Fundación Comillas.
Ya en noviembre de 2013, y a petición de diferentes intelectuales interesados en el futuro de Cantabria y la participación de esta comunidad autónoma en el desarrollo económico y social de España, vio la luz el ensayo La Fundación Comillas, una oportunidad en ciernes. En él se exponen siete ideas-fuerza que, en opinión de su autor, Felipe Gómez-Pallete, podrían utilizarse para el diseño del siguiente ciclo de vida de la Fundación: (1) Proyecto-país, (2) Un discurso coherente, (3) Independencia del sistema político, (4) Con la universidad, pero no universitario, (5) Cambio de modelo productivo, (6) Áreas estratégicas y (7) Centro de coste.

## Etapa actual
El proyecto de la Fundación Comillas del Español y la Cultura Hispánica, heredera de la original Fundación Comillas, denominación ésta por la que se la conoce comúnmente en la actualidad, comenzó su segunda etapa bajo el nombre de Campus Comillas, lo que hubo de modificarse para evitar confusiones con la Universidad Pontificia Comillas.
La Fundación Comillas del Español y la Cultura Hispánica se creó en 2005 por impulso del entonces presidente de Cantabria, Miguel Ángel Revilla, que llegó a calificarlo de Proyecto del Siglo para Cantabria, y el apoyo a éste del entonces presidente del Gobierno de España, José Luis Rodríguez Zapatero y de Emilio Botín, presidente del Banco Santander.
El 10 de diciembre de 2009 se hizo entrega al Patronato de la primera fase de las obras de este edificio histórico, que incluyen el claustro este y las zonas nobles del edificio, a excepción de la capilla. Durante el periodo que han durado las obras de rehabilitación, las actividades de la Fundación se desarrollaron provisionalmente en el Palacio de Sobrellano, en la misma localidad de Comillas, y en instalaciones cedidas por el Ayuntamiento de la villa cántabra. Los días 5 y 6 de marzo de 2007 se celebró un Encuentro de Hispanistas Asiáticos, primer evento académico de la institución y desde entonces se han celebrado numerosos encuentros y seminarios en la sede de la Fundación, entre otros, la cumbre Unión Europea-México, celebrada durante la presidencia española de la UE, con la presencia del Presidente de los Estados Unidos Mexicanos, Felipe Calderón.
Las actividades académicas de la Fundación Comillas se desarrollan desde el curso 2010-2011 a través del CIESE-Fundación Comillas, como centro superior adscrito a la Universidad de Cantabria. En este centro se imparten un máster oficial en Enseñanza del Español como Lengua Extranjera y desde el curso 2011/2012, el Grado universitario en Estudios Hispánicos.
El 27 de noviembre de 2012, Tatiana Álvarez Careaga es nombrada directora general de la Fundación Comillas. Sustituye en el cargo a Ignacio Gavira Tomás, quien a su vez reemplazó a Ignacio Rodríguez del Bosque.
Desde 2021 la directora general de la Fundación de Comillas es Eva González. 

## Acción solidaria
Al empezar la invasión rusa de Ucrania en 2022, la Fundación de Comillas en persona de su Directora académica Celestina Losada y su directora general Eva González no dudó en acoger (por solicitud de Elena (Olena) Kurchenko, catedrática de la Universidad Nacional Tarás Shevchenko de Kíev) a 25 estudiantes de filología hispánica del Departamento de Filología Románica de la Facultad de Filología de mencionada Universidad por tiempo indefinido, brindándoles la posibilidad de continuar sus estudios.

## Patronato de la Fundación
El Patronato de la Fundación Comillas está compuesta por representantes de varias entidades abajo listadas.

### Patronos institucionales natos
- Presidente del Gobierno de la comunidad autónoma de Cantabria: Juan Ignacio Diego Palacios.
- Vicepresidenta del Gobierno de la comunidad autónoma de Cantabria: María José Sáenz de Buruaga.
- Ministro de Educación, Cultura y Deporte del Gobierno de España: José Ignacio Wert Ortega.
- Consejera de Economía, Hacienda y Empleo del Gobierno de la comunidad autónoma de Cantabria: Cristina Mazas.
- Consejero de Educación, Cultura y Deporte del Gobierno de la comunidad autónoma de Cantabria: Miguel Ángel Serna.
- Consejero de Innovación, Turismo y Desarrollo Tecnológico del Gobierno de la comunidad autónoma de Cantabria: Eduardo Arasti.
- Delegado del Gobierno en Cantabria: Samuel Ruiz Fuertes.
- Director del Instituto Cervantes: Víctor García de la Concha.
- Alcaldesa de Comillas: María Teresa Noceda Llano.

### Patrono institucionales fundacionales
- Caja de Ahorros de Santander y Cantabria. Representada por su presidente.
- Fundación Marcelino Botín. Representada por su presidente: Emilio Botín Sáez de Sautuola y García de los Ríos.
- Caja de Ahorros y Pensiones de Barcelona. Representada por su presidente: Isidro Fainé Casas.
- Telefónica. Representada por su presidente: César Alierta Izuel.

### Patronos institucionales
- Fundación Carolina. Representada por su director.

### Patronos de honor
- Universidad de Cantabria. Representada por su Rector Magnífico: José Carlos Gómez Sal.
- Universidad Nacional de Educación a Distancia. Representada por su Rector Magnífico: Juan Gimeno Ullastres.
- Universidad Internacional Menéndez Pelayo. Representada por su Rector Magnífico: César Nombela Cano.

### Patronos (electos)
- Alfredo Pérez Rubalcaba, diputado en las Cortes.
- Jaime Montalvo Correa, Expresidente del Consejo Económico y Social.
- Presidente del Instituto de España: Salustiano del Campo Urbano.
- Jaume Pagés Fita, consejero delegado de Universia.
- Manuel Gutiérrez Aragón, presidente de la Fundación Buñuel - Grupo SGAE

### Benefactor
- Isidoro Álvarez, presidente de El Corte Inglés. Representado por Raimundo Pérez Hernández, director de la Fundación Ramón Areces.

### Secretario
- Juan Manuel García-Gallardo y Gil-Fournier